# Katzwang, Reichelsdorf Ost, Reichelsdorfer Keller
Katzwang, Reichelsdorf Ost, Reichelsdorfer Keller ist der Name eines statistischen Bezirks im Süden Nürnbergs. Er gehört zum Statistischen Stadtteil 4 “Südliche Außenstadt”. Der Bezirk besteht aus den Distrikten 480 Reichelsdorf Ost, 481 Reichelsdorf (Forst), 482 Reichelsdorfer Keller, 483 Neukatzwang, 484 Katzwang (Neuseser Str.) und 485 Katzwang (Wolkersdorfer Str.).

## Lage
Der statistische Bezirk 48 umfasst den Stadtteil Katzwang, den östlichen Teil von Reichelsdorf und den Stadtteil Reichelsdorfer Keller.